# Horbki
Horbki lub Góra Horbki (737 m) – wzgórze na wschodnim obrzeżu Gór Leluchowskich, które w polskiej regionalizacji fizycznogeograficznej według Jerzego Kondrackiego zaliczone zostały do Beskidu Sądeckiego, w nowszej regionalizacji z 2018 r. wraz z Górami Lubowelskimi do Pogórza Popradzkiego. Horbki znajdują się we wsi Muszynka w województwie małopolskim, w powiecie nowosądeckim, w gminie Krynica-Zdrój.
Horbki znajdują się w zakończeniu północnego grzbietu, którego zachodnie i wschodnie stoki opadają do dolin dwóch potoków, będących dopływami Muszynki. W grzbiecie tym po polskiej stronie znajduje się jeszcze szczyt Czerteż. Horbki są w większości bezleśne. W północno-zachodnim kierunku opadają bardzo stromo, w dolnej część ich stoków nad doliną potoku znajdują się osuwiska.